# Хадис
Хадит (на арабски: حديث, [hædiθ], в множествено число: أحاديث – ахадит), повече срещано като хадис (в мн. ч.: ахадис) е устно предание за пророка Мухаммед.
Сборнициите от хадити са важни за определянето от традиционните ислямски школи на суната, или ислямският начин на живот.

## Етимология
Лингвистично думата „хадит“ (حَدِيْث) означава това, което е ново относно предаване на информация. Множественото число е „ахадит“ (أَحادِيْث) или това, което е казал говорителят (الحديث ما يحدِّثُ به المُحَدِّثُ تَحْدِيْثًا). Тахдит (تَحْدِيْث) е съществително, производно от инфинитива.
В религиозната терминология хадит е термин, описващ твърдение, действие или изказване на Мохамед. Хадитите могат да бъдат разделени на 3 категории в зависимост от съдържанието им:
- изказване на Пророка (قَوْل);
- действие на Пророка (فِعْل);
- отношение на Пророка към действие на друг (تَقْرِير).

## Елементи
Санад и матн са основни елементи на хадиса. Санад (иснад) е информацията, предоставяща пътя, по който се стига до матн. Терминът санад означава веригата от разказвачи, чули и предали хадиса от Мохамед, назовавайки всички предишни разказвачи. А матн е самият акт или слово на Пророка, който бива предаден от санад (разказвачите). До 7 век линията на разказвачите е права, по-късно се разклонява и прави проследяването на източниците по-трудно.

## История
Първоначално хадитите са били устни предания за действията и обичаите на Мохамед. Започвайки с Първата фитна (гражданска война) през VII век, тези, които чували хадитите, започнали да се съмняват в достоверността им, които били от вида А ми каза, че Б чул Мохамед да казва... Това довело до записването на хадитите, изследвайки техните източници (санад), предимно при управлението на Омар II (внук на Омар – вторият халиф) през VIII век.
Традициите относно пророка Мохамед и ранната история на исляма са били предавани устно повече от 100 години след смъртта на Мохамед през 632 година.
Историците твърдят, че Осман (третият халиф след Мохамед и приживе негов секретар) подтикнал мюсюлманите да запишат Корана и хадисите в писмена форма. Не след дълго работата на Осман била прекъсната от обидени войници, които го убили през 656 година. Мюсюлманската общност (умма) тогава се оказала в гражданска война, наричана фитна. След като четвъртият халиф Али ибн Аби Талиб бил убит през 661 година, династията на Омеядите се утвърждава начело на гражданската и духовната власт. Управлението на Омеядите е прекъснато през 750 г., когато династията на Абасидите завзема властта и я държи до 1258 година. Историците твърдят, че събирането и отсяването на хадисите продължило по време на първата фитна и при управлението на Омеядите. Тази дейност обаче била предимно устно предаване от възрастни мюсюлмани на по-късни събирачи на хадиси и един вид се формирали учители и ученици. Ако някой от тези ранни събирачи на хадиси ги е записал на хартия, то те не са оцелели. Хадисите и историите, с които разполагаме днес, са били записани когато Абасидите са дошли на власт, повече от сто години след смъртта на Мохамед.

## Употреба
Мнозинството от мюсюлманите смятат, че хадитите са допълнение и разяснение на Корана. В ислямското вероизповедание Коранът съдържа много правила за поведението на мюсюлманите. Съществуват обаче много въпроси, религиозни и практически, на които няма отговор в Корана. Мюсюлманите вярват, че могат да погледнат към живота на Мохамед (сунната) и неговите сподвижници и така да открият какво да избягват и какво да правят. Мюсюлманските учени също така искат да знаят как Мохамед разяснявал откровенията и по какъв повод ги е получавал. Това понякога изяснява откъс от Корана, който иначе е неразбираем. Хадисите са източник за ислямската история и биография. За голяма част от отдадените мюсюлмани автентичните хадиси служат за религиозно вдъхновение.
Въпреки това някои съвременни мюсюлмани вярват, че Коранът сам по себе си е достатъчен. Мюсюлманите, които следват традиционния ислям, смятат, че тези, които се ръководят само от Корана, са се отклонили. Мюсюлманите, които вярват на хадисите, смятат, че е невъзможно да се разтълкува Коранът без напътствието на хадисите. Например Коранът не разпорежда колко ракята (броя молитви) трябва да се извършват за всяка от 5-те дневни молитви. Важно е да се отбележи, че повечето мюсюлмани твърдят, че Коранът не може да бъде напълно разбран от само себе си и за това хадитите биват разглеждани като „вторичен източник“ за исляма, въпреки че в Корана пише:
| “ | 58. Сторихме го [Корана] лесен на твоя език, за да се поучат.— превод Цветан Теофанов, I изд. | ” |

Има голям дебат между мюсюлманите относно възгледите в Корана и в хадитите.
Ислямските учени класифицират хадисите, както следва:
- каул – какво е казал Мохамед (قول)
- фи'л – какво е направил Мохамед (فعل)
- такрир – какво е одобрил Мохамед в действия на други (تقري)

Има и хадити за сподвижниците на Мохамед, но те нямат толкова голяма тежест. За немюсюлманските учени хадитите са само исторически източник, а за мюсюлманските учени те имат специален статут, като цитират следния аят:
| “ | 157. онези, които следват Пратеника, неграмотния Пророк, когото откриват записан у тях в Тората и Евангелието. Той им повелява одобряваното и ги въздържа от порицаваното, и им разрешава благините, и им възбранява скверностите. И снема бремето и оковите, които са на тях. Които повярват в него и го почитат, и го подкрепят, и следват светлината, низпослана с него, тези са сполучилите.”— превод Цветан Теофанов, I изд. | ” |

Въз основа на този аят те твърдят, че мюсюлманите трябва следват хадитите. Въпреки това все повече мюсюлмани смятат, че хадитите са човешко творение и нямат място в исляма.

## Наука за хадитите
Най-разпространената техника е внимателно проучване на иснад или веригата на предаване. С всеки хадийт върви иснад: А чул от Б, който чул от В, който чул от сподвижник на Мохамед. Иснадите се проучват много внимателно: проверява се дали разказвачите са живели на едно и също място и са се застъпвали във времето, за да се провери, дали може да са се срещали.

### Примери за хадити
- „Кръвта не мюсюлманин не бива да се пролива, освен в един от следните три случая: женен човек, който изневерява; живот за живот; човек, който изоставя религията и общността си.“
- „Един учен човек е по-труден за дявола от хиляда богомолци.“
- „Този, който иска да влезе през най-хубавата врата в Рая, трябва да удовлетвори майка си и баща си.“
- „Никой човек не е истински вярващ, освен ако не иска за брат си същото, което иска и за себе си.“
- „Когато покрай теб минава погребална процесия, независимо дали покойника е мюсюлманин, християнин или юдей, се изправи.“
- „Нещото, което е позволено, но не се харесва на Бог, е разводът.“
- „Действията ще се съдят въз основа на намеренията.“
- „Има разрешени и забранени неща, за които се знае със сигурност. Но има и такива, за които не е ясно какви са. Най-добре се въздържайте и от тях.“
- „Доказателството за искреността на мюсюлманина е безразличието му към това, което не е негова работа.“
- За поведението към християните: „Не събаряй техните църкви, не се подигравай на техните свещеници, те също вярват.“

### Мюсюлмански възгледи
В днешно време има малко комуникация между ислямските изследователи на хадитите и западните учени. Мюсюлманските учени отхвърлят западните учени, наречени ориенталисти, които са недружелюбни към религията и особено към Исляма. Западните учени смятат ислямските учени за неуместни, следвайки вековни традиции, които вече не се използват в съвременната наука.
Мюсюлманите, които приемат хадитите, смятат, че те са думите на Мохамед, а не на Аллах, какъвто е случаят с Корана. Свещените хадиси са изключение: вярва се, че малкото такива хадити знамения от Аллах, изпратени на Мохамед, но не са включени в Корана.
Много хора смятат, че преводите на Корана са неуместни, но за хадисите не се твърди същото. Практикуващите мюсюлмани се измиват преди четене на Корана (абдест), но няма такова изискване за четенето на хадиси.
Дори за мюсюлманите, които приемат хадисите, те са на по-ниско ниво от Корана.
Сунитски възглед
Окончателният канон от хадити, признати от суннитите, приема крайния си облик около 3 века след смъртта на Мохамед. По-късно учените са обсъждали автентичността на хадитите, но никой не се съмнява в автентичността на тези от канона. Канонът, наречен Шест основни колекции от хадиси, включва:
| Име               | Събирач                       | Размер      |
| Сахих Бухари      | Имам Бухари (у. 870)          | 7275 хадиса |
| Сахих Муслим      | Муслим б. Ал-Хаджадж (у. 875) | 9200 хадиса |
| Сунан Аби Дауд    | Абу Дауд (у. 888)             | 4800 хадиса |
| Сунан ал-Тиримизи | Ал-Тиримизи (у. 892)          |             |
| Сунан ал-Сугара   | Ал-Насаи (у. 915)             | 5270 хадиса |
| Сунан Ибн Маджа   | Ибн Маджа (у. 886)            |             |

Сахих Бухари и Сахих Муслим обикновено се считат за най-надеждни. Има спор, дали шестият член на канона трябва да е Ибн Маджа или Муатта на имам Малик, която е най-ранната канонична колекция, но е съставена преди обособяването методите за надеждно подбиране на достоверни хадиси.
Шиитски възглед
Шиитите вярват в традициите, предадени от Мохамед чрез Фатима Захра (дъщерята на Мохамед). Има разнообразни течения в шиитския ислям. Учените от различните секти са в разногласие кои хадити са достоверни и кои не.
5-те по-известни шиитски колекции от хадити са:
- Усул ал-Кафи
- Ал-Истибсаар
- Ал-Тадзиб
- Мун ла ЯхДуруХу ал-Факих
- Нахдж ал-Балагха